# Горбунов, Константин Юрьевич
Константи́н Юрьеви́ч Горбуно́в (род. 25 ноября 1967, Кострома) — российский художник-живописец. В его творческом багаже портреты современников, пейзажи средней полосы России, а также картины, посвященные истории Костромы.

## Биография
Родился в семье художника Ю. В. Горбунова. Получил образование в Ярославском художественном училище. В 1997 году закончил Российскую академию живописи, ваяния и зодчества (портретная мастерская, проф. Хасьяновой Л. С.). С 1999 года преподаёт в РАЖВиЗ Ильи Глазунова академические дисциплины в должности доцента факультета живописи.
Истоки творчества К. Ю. Горбунова связаны с Костромской землей, с её историей и природой. С 2008 года он является Советником губернатора Костромской области (на общественных началах), а с 2007 года состоит в Костромском землячестве в Москве. Исторические картины созданные им за последние годы размещены в здании администрации Костромской области (галерея портретов «Властвующих персон Костромского края» и многофигурный триптих «Кострома — колыбель династии Романовых»). С 2010 года участник Академии Зиновьева.
Он написал более двухсот живописных работ и сотни графических листов, объединённых в серии:
- «Земля Костромская» — серия пейзажей (живопись)
- «Кострома историческая» — серия исторических картин (живопись)
- «Судьбы» — серия портретов современников (живопись)
- «Образ детства» — серия картин (живопись, графика)
- «Хорватия — скалы и море» — серия пейзажей (живопись, графика)
- «Образ Северной столицы» — серия пейзажей (живопись, графика)
- «Улицы Нижнего Новгорода» — серия пейзажей (графика)
- «Москва современная» — серия пейзажей (живопись)
- «Птичий двор» — серия картин (живопись)
- «Вальс цветов» — серия картин (живопись)
- Пейзажные циклы по Греции (о. Санторин), Черногории (живопись)

Произведения из этих серий были представлены на трёх всероссийских и региональных, тринадцати персональных и двадцати коллективных выставках, а также на всех выставках РАЖВиЗ Ильи Глазунова, проходивших в Москве и других городах России.

## Исторические картины и портреты

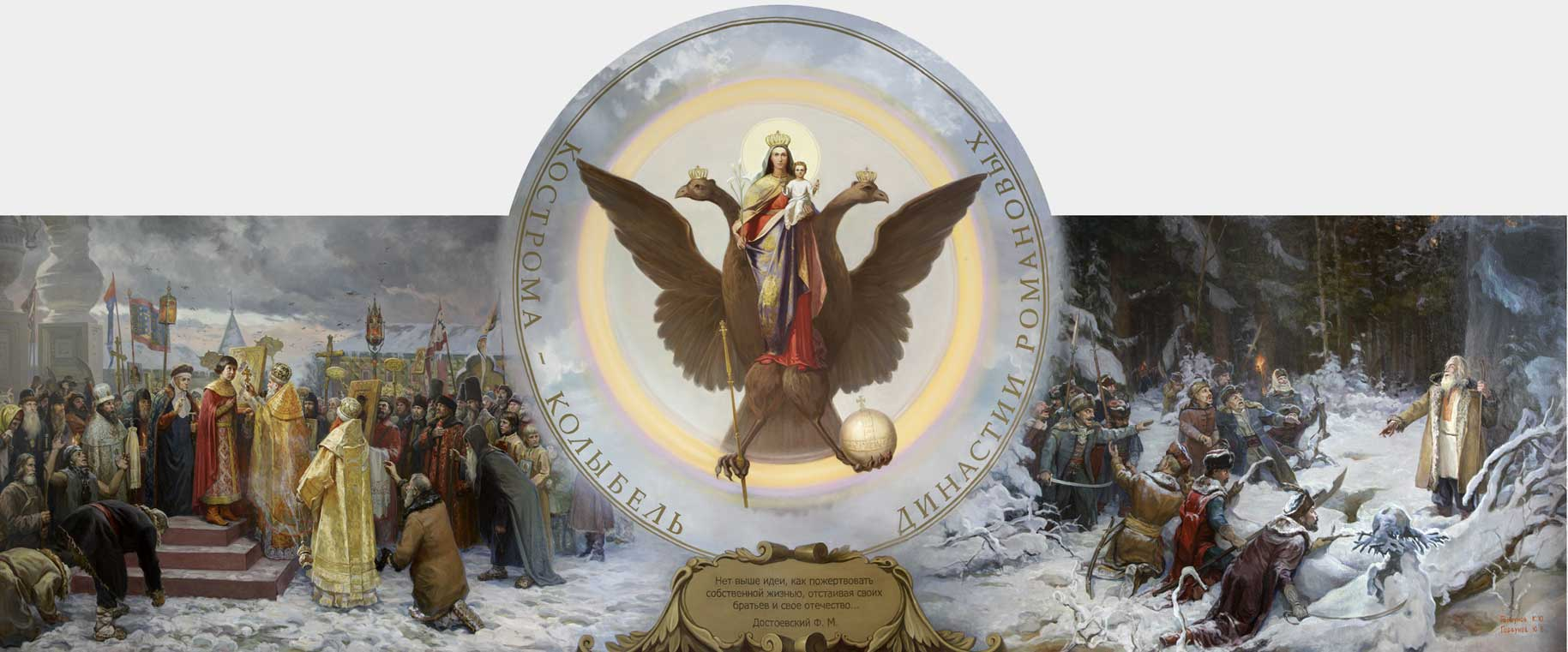
Триптих «Кострома — колыбель династии Романовых», Кострома, Триптих размером 500х210 (140), техника исполнения холст, масло состоит: левая часть — «Целование креста Михаилом Федоровичем Романовым в знак согласия принять Московский престол. 1613 год». Правая часть — «Подвиг Ивана Сусанина, совершенный им на Юсуповских болотах». Центральная часть — изображение Богородичной иконы «Яко орля крылья», символизирующей преемственность Царской власти.

- «Композитор С. В. Рахманинов» (диплом), 1997 год
- «Михаил Фёдорович Романов. Юный царь», 2007 год
- Святитель Лука (Войно-Ясенецкий), 2007 год
- «Во славу Российского государства», 2008 год
- «Кострома — колыбель династии Романовых», (триптих) (в соавторстве с Ю. В. Горбуновым).
- «Властвующие персоны Костромского края» (полиптих)

Портретная галерея состоит из двадцати одного портрета размером 80х60, выполненных в технике холст, масло. Галерея портретов размещена в постоянной экспозиции здания администрации Костромской области, 2009 год.
- «На поле Куликовом», 2010 год
- «Слава русскому оружию», 2011 год

## Монументальные росписи

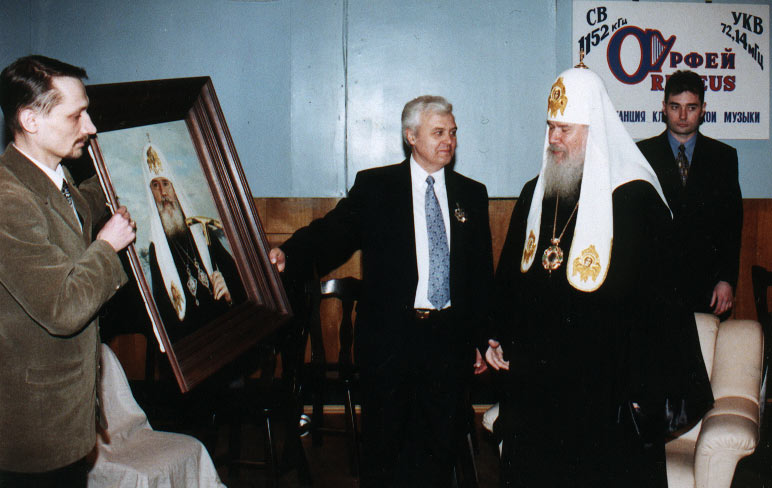
Торжественное собрание по случаю 70-летия и тезоименитства Святейшего патриарха Московского и всея Руси Алексия II. Вручение портрета. (слева направо К. Ю. Горбунов, Р. Н. Мурадов, Святейший Патриарх Алексий II)

- Храм Христа Спасителя, Москва — роспись медальонов южной подпружной арки храма в технике масляной живописи (в составе бригады В. Г. Витошнова) (2001—2002) — живопись запрестольных образов в технике холст, масло (2002):
- «Спас Нерукотворный»
- «Покров Пресвятой Богородицы» (совместно с И. А. Легостаевым)
- «Икона Божией Матери «Державная»» (совместно с И. А. Легостаевым)
- Храм во имя Преподобного Серафима Саровского) Московская область, п. Софрино — роспись надалтарного четверика храма в технике масляной живописи (в составе бригады В. Г. Витошнова) (2002)
- «Поклонение волхвов»
- «Крещение Господне»
- «Преображение Господне»
- «Воздвижение Креста Господня» — роспись парусов храма в технике масляной живописи
- «Евангелист Матфей»
- «Евангелист Марк»
- «Евангелист Лука»
- «Евангелист Иоанн» — роспись купола храма в технике масляной живописи
- «Спас Вседержитель» (совместно с Ю. В. Горбуновым)
- Собор Успения Пресвятой Богородицы, Дмитров — роспись закомар Восточного фасада собора в технике масляной живописи (в составе бригады В. Г. Витошнова) в технике масляной живописи (2003—2004):
- «Распятие с предстоящими» (совместно с Ю. В. Горбуновым)[2]
- «Покров Пресвятой Богородицы» (совместно с Ю. В. Горбуновым)[3]
- «Всех Скорбящих Радость» (совместно с Ю. В. Горбуновым) — роспись алтарного образа
- «Боголюбская икона Божией Матери с предстоящими» в технике масляной живописи (совместно с В. И. Нестеренко и И. А. Легостаевым).

## Награды и поощрения
1987 Почетная грамота Костромской организации Союза Художников РСФСР за успешное участие в областной молодёжной выставке.
2008 Бронзовая медаль ТСХР «За вклад в отечественную культуру» по итогам выставки «Москва 2008».
2008 Диплом фонда «Культурное достояние» за участие в IV Международном пленере «Черногория — 2008».
2010 Почетная грамота Департамента культуры Костромской области за большой личный вклад в развитие изобразительного искусства области (Приказ от 20.08.2010.№ 139 л/с).
2010 Почетная грамота Военной Академии войск радиационной, химической и биологической защиты за организацию передвижных выставок и выступления на военно-патриотическую тему.
2012 Золотая медаль Российской Академии Художеств за серию исторических картин.
2012 Благодарность Министерства культуры Российской Федерации за активный вклад в развитие изобразительного искусства.
2013 Почётная грамота министерства культуры Московской области за многолетний плодотворный труд и большой вклад в развитие культуры и искусства Московской области.
2013 Медаль Российской Академии художеств «1150 лет Российской государственности» за участие в подготовке и проведении Всероссийской выставки «Многоликая Россия».

## Выставки
- 1991 — Региональная молодёжная выставка, Нижний Новгород
- 1992 — Всероссийская выставка «Памятники Отечества», Манеж, Москва
- 1993 — Выставка «Художники Костромы» Товарищество «Возрождение», ЦДХ, Москва
- 1994 — Персональная выставка в галерее центра культуры «Россия», Москва
- 1994 — Выставка «Первая выставка Всероссийской академии живописи, ваяния и зодчества» Манеж, Москва
- 1997 — Выставка «Новая академическая школа», Московская городская дума, Москва
- 2000 — Коллективная выставка в музее храма Христа Спасителя, Москва
- 2000 — Всероссийская выставка «Имени твоему» к 2000-летию Рождества Христова, 2000—2001 годы, Манеж, Москва
- 2001 — Персональная выставка портрета в «Рахманиновском обществе», Москва
- 2003 — Осенней выставка МОСХ, выставочный зал на Масловке, Манеж, Москва
- 2004 — Персональная выставка «Хорватия: скалы и море», Всероссийский фонд культуры, Манеж, Москва
- 2005 — III выставка-конкурс имени Виктора Попкова в Болгарском культурном центре, Международный художественный фонд, Москва
- 2005 — Выставка «Российская академия живописи, ваяния и зодчества и московские художники» ЦВЗ «Манеж», Санкт-Петербург
- 2007 — Выставка «20 лет Российской академии живописи, ваяния и зодчества» Манеж, Москва
- 2007 — V выставка-конкурс имени Виктора Попкова в Московском доме кино, Международный художественный фонд, Москва
- 2007 — III выставка «Московская семья» посвящённой Всемирному году ребёнка, Москва
- 2008 — Выставка в Посольстве республика Сербия, посвящённой Дню независимости, Москва
- 2009 — Выставка «Искусство сегодня», в Московском доме национальностей, ТСХР, Москва
- 2008 — Выставка «Москва — 2008», ко Дню города Москвы в Галерее на Солянке, ТСХР, Москва
- 2008 — Выставка «Искусство сегодня», в «Доме Озерова», Коломна, ТСХР, Коломна
- 2010 — Персональная выставка «Кострома-Москва, далее везде…», Совет Федерации, Москва
- 2010 — Выставка ТСХР, Городской выставочный центр «Беляево», Москва
- 2010 — Выставка Российской академии живописи, ваяния и зодчества Ильи Глазунова «История и современность», Муниципальное Автономное Учреждение «Диалог», Новгород
- 2010 — Выставка, посвящённая 65-летию победы в ВОВ 1941-45 гг., Муниципальная художественная галерея, Шелково
- 2010 — Выставка «Россия православная», Муниципальная художественная галерея, Долгопрудный
- 2010 — Выставка ПСХ, Выставочный зал Академия управления МВД России, Москва
- 2010 — Персональная выставка «Три города прекрасных» Выставочный зал СХ России, Кострома
- 2010 — Персональная выставка «Три города прекрасных» «Историко-культурный центр им. Б. М. Кустодиева», Костромская область п. Островское
- 2010 — Персональная выставка «Три города прекрасных» ДХШ № 1 им. Н. П. Шлеина, Кострома
- 2010 — Персональная выставка «Любимому городу посвящается…» Картинная галерея в Рыбных рядах, Кострома
- 2010 — Персональная выставка, Костромская область, Буй
- 2010 — Персональная выставка, Костромская область, Судиславль
- 2010 — Персональная выставка, Костромская область, Нерехта
- 2010 — Персональная выставка «Четверть века в пути» посвященная 25-летию начала творческой деятельности. Выставочный зал городской администрации имени Татьяны и Николая Шуваловых, Кострома
- 2010 — Выставка работ художников-преподавателей Российской академии живописи, ваяния и зодчества Ильи Глазунова «Лики России» в Академии Федеральной службы Безопасности России, Москва
- 2010 — Персональная выставка «С любовью к родному краю», Московский городской университет управления Правительства Москвы, Москва
- 2011 — Выставка работ художников-преподавателей Российской академии живописи, ваяния и зодчества Ильи Глазунова «Лики России», Романовский музей, Костромской государственный историко-архитектурный и художественный музей-заповедник, Кострома
- 2011 — Выставка работ художников-преподавателей Российской академии живописи, ваяния и зодчества Ильи Глазунова «Лики России», Художественный музей, Орёл
- 2011 — Выставка «Материнство. Детство», Международный художественный фонд, Москва
- 2011 — Персональная выставка «Кострома — Душа России», Художественная галерея И. Я. Богданова на Лубянке, Москва
- 2011 — Областная выставка «Открытый круг» Муниципальная художественная галерея, Кострома
- 2011 — Выставка «Контрнаступление под Москвой. 1941 год» ТСХР, Государственный выставочный зал "Галерея «Беляево», Посвящается 70-летию разгрома гитлеровских войск под Москвой, Москва
- 2012 — Выставка «С любовью к родному городу», МОСХ России, Университет управления Правительства Москвы, Москва
- 2012 — Выставка «Спектр», ТСХР, ЦДХ, Москва
- 2012 — Рождественская выставка на Беговой 7/9, МОСХ России, Москва

## Публикации
1997 Докукина С. «Тёплый свет в доме», Московский журнал, М,1996 — 1998
1997 Десятников В.,"С верой и надеждой", Клуб № 4, М, 1997
1997 «10-летие Российской Академии Живописи Ваяния и Зодчества», Каталог выставки, Изобразительное искусство, М, 1997
2002 «Российская Академии Живописи, Ваяния и Зодчества», «Белый Город», М, 2002
2003 Людин О., «Технология красоты», Архидом № 1(34), ООО Издательский дом «Желтые страницы», М, 2003
2004 Вильнер А., «Идеальная реальность», Архидом № 1(42), ООО Издательский дом «Желтые страницы», М, 2004
2004 Егорова Л., «Луч солнца в руках художника», буклет, Московский парнас, ООО Типографии «Полимаг», М, 2004
2004 «На пороге XXI века» Российский автобиблиографический ежегодник. Выпуск шестой. Том первый. «Московский Парнас», М, 2004
2005 «Каталог-справочник ARTINDEX/ Catalog-Directory ARTINDEX» Художники 05, Выпуск III, том 2," ARTINDEX", С-Пб, 2005,
2005 Егорова Л. К."Аплодисменты за портрет", «Вперёд», Кострома, 16 сентября 2005
2005 Егорова Л. К."Аплодисменты за портрет. К написанию «Портрета супругов Зиновьевых», «Северная правда», Кострома, 6 сентября 2006
2005 «Атмосфера лёгкости», «Красивые квартиры», М, 7(32), 2005
2006 Олейник И., «Вальс цветов, сосны под снегом и не только …», Мебель и цены, март, М, 2006
2006 Егорова Л. К., «Для меня нет людей неинтересных», «Клуб», № 11, М, 2006
2006 Астахов Ю. А. "1000 русских художников. Большая коллекция, «Белый город», М, 2006
2006 «Искусство России» 2006 «Сканрус», М, 2006
2007 «V выставка-конкурс имени Виктора Попкова». Рожин А. И., Каталог выставки, Московское объединение художников МХФ, М, 2007
2008 «Энциклопедия живописцев. Начало XXI века» Том 4, ООО «Живопись-инфо», М, 2008
2008 «Москва — 2008» (Каталог, посвящённый дню города), ТСХР, 2008
2009 «Российское искусство» Выпуск 1, (Ежегодный каталог-справочник), «Мосмедиагрупп», 2009
2010 «Российское искусство» Выпуск 2, (Ежегодный каталог-справочник), «Мосмедиагрупп», 2010
2010 «Воцарение дома Романовых. Избрание на царство Михаила Федоровича Романова в 1613 году», ООО «Костромаиздат», Кострома, 2010
2011 «2013 — год 400-летия возрождения Российской государственности, подвига И. Сусанина и воцарения династии Романовых», из серии Романовский альманах, Со стихами А. Д. Жохова, ООО «Костромаиздат», Кострома, 2011
2011 «Материнство. Детство», Каталог выставки, Международный художественный фонд

## Научная деятельность
2000 Поступил в творческую аспирантуру Российской академии живописи, ваяния и зодчества. Закончил в 2004
2000 Поступил в научную аспирантуру Российского Института Культурологии по заочной форме. Тема кандидатской диссертации «Развитие провинциальной реалистической школы XIX—XX вв. Творческое и педагогическое наследие Н. П. Шлеина», научный руководитель Л. А. Неменская — доктор философских наук, декан художественного факультета Университета Российской Академии образования, доцент кафедры пластических искусств и художественной педагогики, лауреат Премии Президента Российской Федерации.
2006 Научная конференция «Науки о культуре. Шаг в XXI век». Российский институт культурологии. Научный доклад «Академическая школа в современной художественной культуре».